# 李敦万
李 敦万（イ・ドンマン、朝鮮語: 이돈만/李敦萬、1948年8月9日 - ）は、大韓民国のジャーナリスト、民主化運動家、政治家。第13代韓国国会議員。

## 経歴
全羅南道光陽郡骨若面（現・光陽市）出身。順天高等学校、全南大学校政治外交学科卒、高麗大学校経営大学院修了。第13代国会議員のほか、在米韓僑紙の独立新聞編集局長、韓国民主協会議長、民青連合米州本部代表委員、フィラデルフィア韓国人権問題研究所会長、国会商工委幹事、新民党中央政治研修院副院長などを歴任した。

## 不祥事
国会商工委員会所属期間、同委員会所属の李載根委員長、朴進球議員と共に韓国自動車工業協会と韓国貿易協会から提供された資金77000ドルをもって米国とカナダを旅行したという賄賂性外遊の件は1991年1月、ソウル地検の調査を受けた。李は3か月間の拘禁を経た後、ソウル刑事地方法院により懲役2年6か月、執行猶予2年、追徴金1145万ウォン（求刑懲役5年）と宣告され、その後釈放された。